# Curry mee

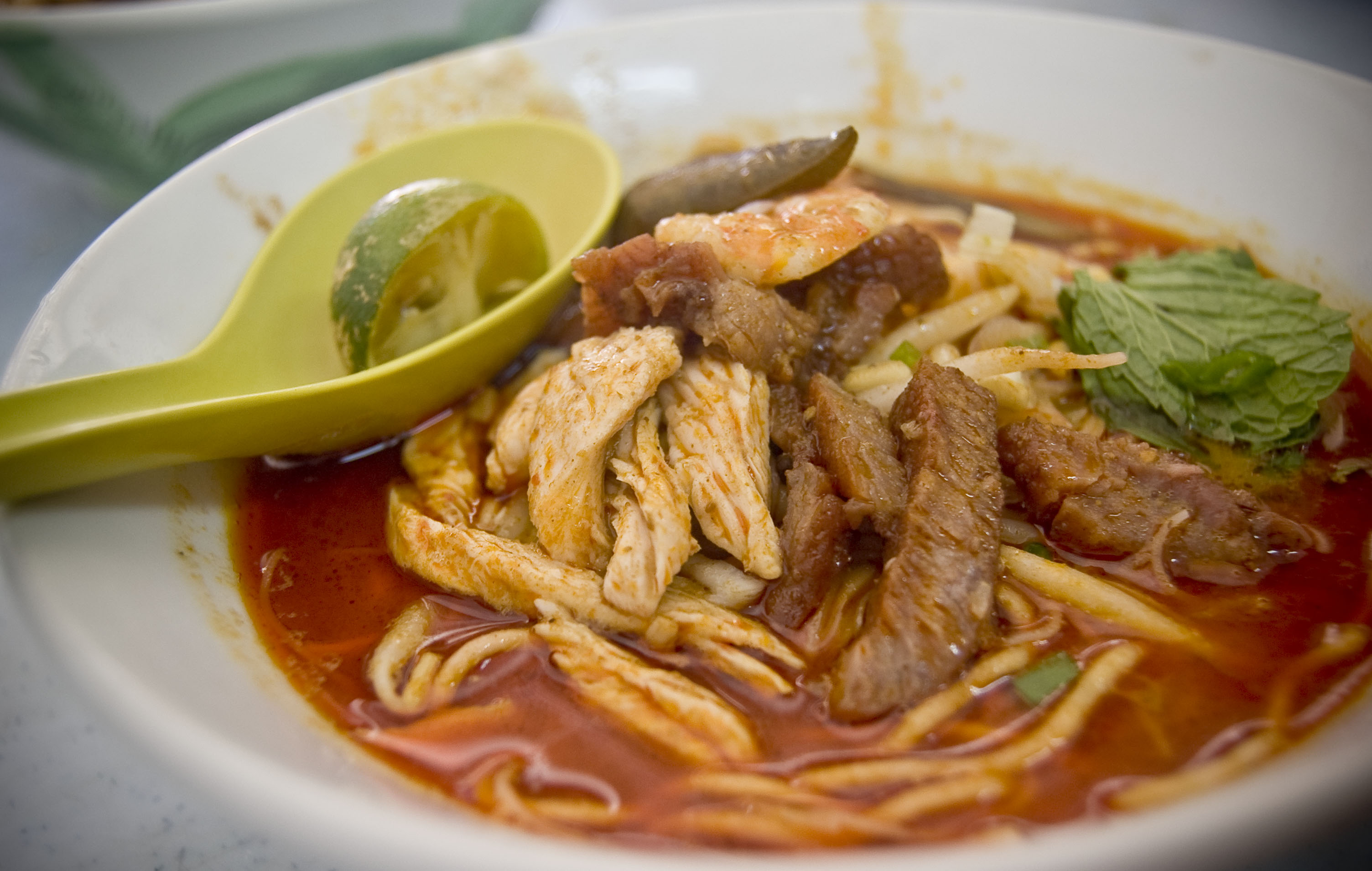
Curry Mee

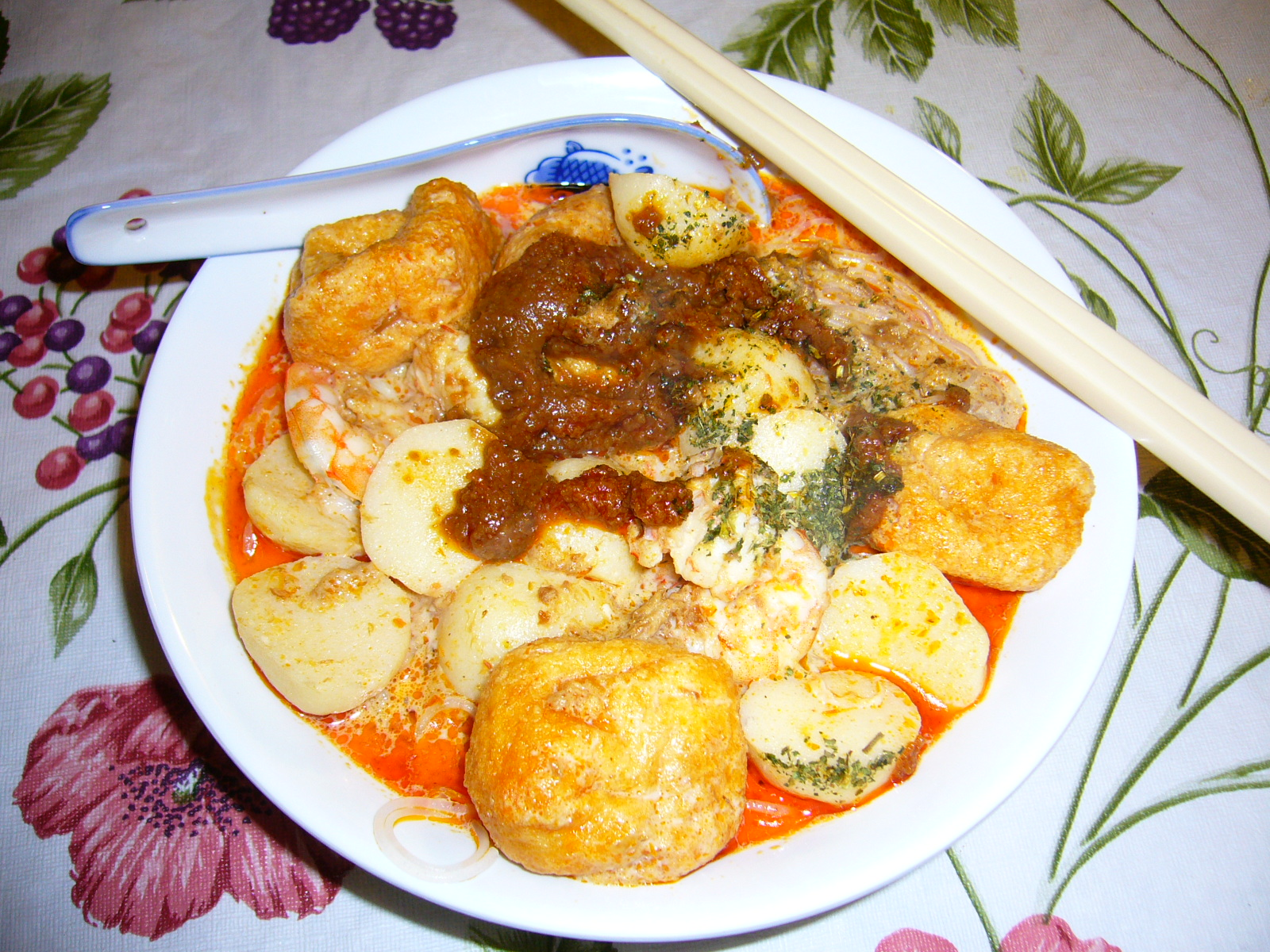
Curry laksa

Curry mee (malaysiska: Mee Kari) (kinesiska: 咖喱 面) är en maträtt som är unik för Malaysia. Den består vanligen av tunna gula äggnudlar och kryddig currysoppa med chili eller sambal, kokosmjölk, och ingredienser som till exempel torkad tofu, räkor, bläckfisk, kyckling, ägg och myntablad. På vissa ställen i Sydostasien, särskilt i södra Malaysia och Singapore, kallas den Curry Laksa (malaysiska: Laksa Kari) (kinesiska: 咖喱 喇 沙) om hjärtmusslor används.